# Festuca atlantica
Festuca atlantica är en gräsart som beskrevs av Duval-jouve. Festuca atlantica ingår i släktet svinglar, och familjen gräs. Inga underarter finns listade i Catalogue of Life.